# Tony Hawk's Pro Skater (spelserie)
Tony Hawk's Pro Skater är en spelserie som består av 21 spel. Huvudserien är numrerad och består av 5 spel från Tony Hawk's Pro Skater 1 (1999) till Tony Hawk's Pro Skater 5 (2015). Däremellan finns flera underserier, spinoffs, och remakes. I samtliga spel gäller det att åka skateboard och få ihop så många poäng som möjligt genom att utföra diverse tricks. Spelen är utvecklade av Neversoft och utgivna av Activision.